# Sainte-Eulalie-en-Born
 Sainte-Eulalie-en-Born  (en occitano Senta Aulàdia de Bòrn) es una población y comuna francesa, situada en la región de Aquitania, departamento de Landas, en el distrito de Mont-de-Marsan y cantón de Parentis-en-Born. Limita al norte con Gastes y Parentis-en-Born , al este con Pontenx-les-Forges , al sur con Saint-Paul-en-Born , Aureilhan y Mimizan y al oeste con el océano Atlántico (campo militar , acceso prohibido) . 

## Demografía
| 514 | 490 | 557 | 614 | 773 | 785 |
| Para los censos de 1962 a 1999 la población legal corresponde a la población sin duplicidades (Fuente: INSEE [Consultar]) |     |     |     |     |     |